# 鐵堡
鐵堡，又稱南竿51據點，是位於中華民國福建省連江縣南竿鄉仁愛村西側礁岩的軍方據點，過去為陸軍馬祖防衛指揮部因戰略因素興建，為馬祖地區的特殊戰地景觀。

## 歷史
馬祖列島的軍事設施基本設有海岸防衛據點、軍營、坑道、崗哨、軍民用設施等，鐵堡過去原是一座突出於海上的獨立岩礁，後基於作戰任務與防備解放軍快艇經由莒光水道直達需要，以明挖法挖掘礁岩使其中空後，將岩礁中央挖出深溝、上覆水泥，並並設置草綠色防護網架迷彩與掩體戰備坑道，作為中華民國海軍陸戰隊的部隊駐守區與訓練基地使用。另51據點還是少數有軍犬駐守的前哨據點，的現仍保存有軍犬的圈養住所。
1992年終止金馬地區戰地政務後，鐵堡於金恩慶司令官任內開放，後由交通部觀光局馬祖國家風景區管理處移交。

## 結構
鐵堡屬於第一線戰鬥陣地，擁有抵禦衝突、監控海域功能，內部為挖空的坑道，整座堡壘開鑿在延伸入海的花崗岩山壁中，通道兩側設有地下石室、射口、砲台、房間、廁所及廚房等空間。裝設有機槍堡，各哨點還有許多步槍射擊孔，當年為防止解放軍摸哨突擊，因此在岩礁上插滿玻璃碎片。

## 外部連結
- 鐵堡 - 馬祖國家風景區 （页面存档备份，存于）
- 鐵堡 - 連江縣政府景點導覽 （页面存档备份，存于）